# فرمانده نیروی دریایی ارتش جمهوری اسلامی ایران
فرمانده نیروی دریایی ارتش جمهوری اسلامی ایران ارشدترین جایگاه در مجموعه نیروی دریایی ارتش جمهوری اسلامی ایران است، که فرماندهی و کنترل بر کلیه یگان‌های زیرمجموعه نیروی دریایی ارتش را برعهده دارد. فرمانده نیروی دریایی ارتش، با پیشنهاد فرمانده کل ارتش و با حکم رهبر جمهوری اسلامی ایران در جایگاه فرمانده کل قوا منصوب می‌شود. هم‌اکنون دریادار شهرام ایرانی فرماندهی نیروی دریایی ارتش ایران را برعهده دارد.

## فرماندهان
| ر  | درجه      | نام                | نگاره | آغاز تصدی | پایان تصدی |
| -- | --------- | ------------------ | ----- | --------- | ---------- |
| ۱  | دریادار   | سید احمد مدنی      |       | ۱۳۵۸      | ۱۳۵۸       |
| ۲  | دریادار   | سید محمود علوی     |       | ۱۳۵۸      | ۱۳۵۸       |
| ۳  | دریادار   | طباطبایی           |       | ۱۳۵۸      | ۱۳۵۹       |
| ۴  | ناخدا یکم | بهرام افضلی        |       | ۱۳۵۹      | ۱۳۶۲       |
| ۵  | ناخدا یکم | اسفندیار حسینی     |       | ۱۳۶۲      | ۱۳۶۴       |
| ۶  | دریادار   | محمدحسین ملک‌زادگان |       | ۱۳۶۴      | ۱۳۶۸       |
| ۷  | دریادار   | علی شمخانی         |       | ۱۳۶۸      | ۱۳۷۶       |
| ۸  | دریادار   | عباس محتاج         |       | ۱۳۷۶      | ۱۳۸۴       |
| ۹  | دریادار   | سجاد کوچکی         |       | ۱۳۸۴      | ۱۳۸۶       |
| ۱۰ | دریادار   | حبیب‌الله سیاری     |       | ۱۳۸۶      | ۱۳۹۶       |
| ۱۱ | دریادار   | حسین خانزادی       |       | ۱۳۹۶      | ۱۴۰۰       |
| ۱۲ | دریادار   | شهرام ایرانی       |       | ۱۴۰۰      | تاکنون     |